# Andreas Schulz
Andreas Schulz, född den 5 oktober 1951 i Freital i Tyskland, är en östtysk roddare.
Han tog OS-silver i fyra utan styrman i samband med de olympiska roddtävlingarna 1976 i Montréal.